# 변조 합성법
변조 합성법은 가산이나 감산 합성에 비해 적은 파라미터를 통해 효율적으로 사운드 신호를 조작할 수 있으며, 또한 다른 사운드 합성 방법에 비해 메모리 크기나 계산 시간에 있어서도 매우 효율적인 방법으로, 실제로 야마하의 DX7 과 같은 신시사이저를 비롯하여 많은 디지털 사운드 합성 사례에서 변조 합성을 사용하고 있다.
변조 합성법의 종류는 RM(ring modulation), AM(amplitude modulation), FM(frequency modulation) 등이 있다. RM 에서는 반송파(carrier)와 변조파(modulator)의 곱으로 반송파 주파수와 변조파 주파수의 합과 차에 해당하는 두 가지의 측파대(sideband)가 나타난다. AM은 RM과는 달리 변조파(modulator)를 단극 형태(unipolar, 값이 0 과 1 사이에서만 변함)를 취함으로써 반송파 주파수의 측파대가 추가로 생성된다. 이와 달리 FM 은 변조파를 이용하여 반송파의 주파수를 변경하는 기법으로, AM 과 RM 이 2~3 개의 측파대만 생성하는 것에 비해 반송파 주파수에서 변조파 주파수의 정수배만큼 더 크거나 작은 주파수를 가지는 측파대가 연속적으로 나타난다.